# John Dykstra
John Charles Dykstra (ur. 3 czerwca 1947 w Long Beach) – amerykański twórca filmowych efektów specjalnych. Trzykrotny laureat Oscara i jeden z pierwszych pracowników Industrial Light & Magic. 
Znany głównie z zarządzania zespołem, który opracował przełomowe efekty specjalne do filmu Gwiezdne wojny (1977). Oprócz tego Dykstra współpracował z takimi reżyserami jak m.in. Tobe Hooper, Quentin Tarantino, Clint Eastwood czy Sam Raimi.

## Praca przyGwiezdnych wojnach
Dykstra na potrzeby filmu Gwiezdne wojny (1977) stworzył kamerę zwaną Dykstraflex. Pozwalała ona, dzięki komputerowemu sterowaniu na wielokrotne wykonywanie identycznych ruchów kamerą. Filmowano wówczas nieruchome modele statków kosmicznych szybkimi ruchami kamery. Kręcenie filmu przy użyciu techniki motion control umożliwiło uzyskanie ostatecznego efektu latających i walczących ze sobą w przestrzeni kosmicznej gwiezdnych myśliwców. Za swoją pracę przy tym filmie Dykstra został nagrodzony dwoma Oscarami – w kategoriach: „najlepsze efekty specjalne” (współlaureaci: John Stears, Richard Edlund, Grant McCune i Robert Blalack) oraz „szczególne osiągnięcie”, czyli opracowanie kamery Dykstraflex. Efekty Dykstry ponadto uznano za przełomowe i uchodzą za jeden z kamieni milowych w historii stosowania filmowych efektów specjalnych. 

## Nagrody i nominacje
| Rok  | Nagroda                   | Kategoria                                              | Za             | Wynik     |
| ---- | ------------------------- | ------------------------------------------------------ | -------------- | --------- |
| 1978 | Nagroda Akademii Filmowej | Najlepsze efekty specjalne                             | Gwiezdne wojny | Wygrana   |
| 1978 | Nagroda Akademii Filmowej | Szczególne osiągnięcie (Stworzenie kamery Dykstraflex) | Gwiezdne wojny | Wygrana   |
| 1980 | Nagroda Akademii Filmowej | Najlepsze efekty specjalne                             | Star Trek      | Nominacja |
| 2000 | Nagroda Akademii Filmowej | Najlepsze efekty specjalne                             | Stuart Malutki | Nominacja |
| 2003 | Nagroda Akademii Filmowej | Najlepsze efekty specjalne                             | Spider-Man     | Nominacja |
| 2005 | Nagroda Akademii Filmowej | Najlepsze efekty specjalne                             | Spider-Man 2   | Wygrana   |